# 氯酸钙
氯酸钙是氯酸的钙盐，化学式为Ca(ClO3)2。与氯酸钾类似，它是一种强氧化剂，可以用于制造烟火。它受强热或者与还原剂（如有机物）接触可能发生爆炸。
它可由强氧化剂氧化氯化钙制得。